# Awolnation
Awolnation (stilizzato AWOLNATION) è il progetto creato e guidato da Aaron Bruno, ex leader delle band Hometown Hero e Under the Influence of Giants. La band è sotto contratto con la Red Bull Records, il loro primo EP, Back From Earth, è stato pubblicato solo su iTunes nel maggio 2010 seguito dall'album Megalithic Symphony nel marzo 2011.

## Storia

### Le origini,Back from Earth(2009-2010)
Il progetto AWOLNATION nacque dopo che Aaron Bruno fu contattato dalla Red Bull Records nel 2009 che gli chiese se voleva utilizzare gratuitamente lo studio di registrazione della Red Bull di Los Angeles.  Dopo una carriera di scarso successo pubblicando dischi con le major, Aaron decise di mettersi in proprio e scrivere brani che sentiva veramente come suoi. Registrò poche canzoni in quello studio e alla fine firmò con la label un contratto che per lui significò molto di più che una semplice "partnership"; gli fu infatti permesso di registrare le canzoni che voleva lui.
L'artista è autore di tutti i suoi brani ma fa riferimento agli amici stretti e alla sua famiglia nonché ad artisti da lui stimati per prendere ispirazione.  Il nome AWOLNATION (scritto tutto in maiuscolo) deriva da un nickname che Aaron Bruno aveva ai tempi del liceo. In una intervista con Kristin Houser a un blog musicale di L.A. disse che "se ne sarebbe andato senza salutare, perché era molto più semplice, e da lì nacque il nome Awol."

### DaMegalithic SymphonyaHere Come The Runts(2011-2018)
Il primo singolo della band, Sail, ha debuttato alla 30ª posizione della classifica Billboard US. La canzone venne scritta con un evidente cenno al brano degli Styx Come Sail Away come palesi sono nel video e nei testi i riferimenti ad esseri extraterrestri che arrivano da lui. Aaron Bruno chiarisce questa influenza anche in una sua intervista pubblicata nella VH1 Alternative Songs chart della prima settimana di febbraio del 2011. Il singolo cattura l'attenzione dei media quando viene utilizzato come musica di sottofondo per un video del saltatore professionista di BASE jump, paracadutista e utilizzatore di tuta alare Jeb Corliss.  La canzone Sail è stata utilizzata anche nella pubblicità della serie drammatica House della rete televisiva FOX Network, nel promo della trasmissione Dynamo: magie impossibili trasmessa da Discovery Channel e nella parte iniziale del film Disconnect uscito nelle sale italiane il 9 gennaio 2014.
La band ha pubblicato l'album di debutto Megalithic Symphony in digitale e in formato CD nel marzo 2011 solo negli Stati Uniti. Alla fine di agosto il disco è stato pubblicato anche in Italia distribuito da EMI. Il 5 giugno 2012 Megalithic Symphony è uscito in tutta Europa ed è stato ripubblicato anche in Italia; Radio Deejay, Radio 105 e Radio Capital hanno iniziato la programmazione del singolo Sail che ha debuttato nei Top 200 della classifica italiana dei singoli di iTunes.
Nel febbraio 2015 il singolo I'm On Fire entrò a far parte della colonna sonora del film Cinquanta sfumature di grigio. Nel marzo 2015 viene pubblicato il secondo album "Run" anticipato dal singolo Hollow Moon (Bad Wolf). Il 2 febbraio 2018 esce Here Come The Runts terza fatica della band anticipato dai singoli Passion, Seven Sticks Of Dynamite e Handyman. Handyman riscuote un buon successo radiofonico su alcuni network italiani quali Radio Deejay e segna un cambio di stile della band verso sonorità più folk-blues e intimiste con tinte indie-rock.

### Angel Miners & the Lightning Riders (2020)
Il 24 Aprile 2020 viene pubblicato Angel Miners & the Lightning Riders, quarto album in studio della band, che prevede una collaborazione con Rivers Cuomo dei Weezer e una con Alex Ebert.
In questo album sentiamo i classici suoni e il classico stile che caratterizza da sempre la band, ma per alcune tracce come I'm A Wreck possiamo notare parecchie influenze dal metal e addirittura voci in scream, che dimostrano ancora una volta la versatilità musicale di Aaron Bruno.

## Formazione
- Aaron Bruno - voce
- Zach Irons - chitarra solista

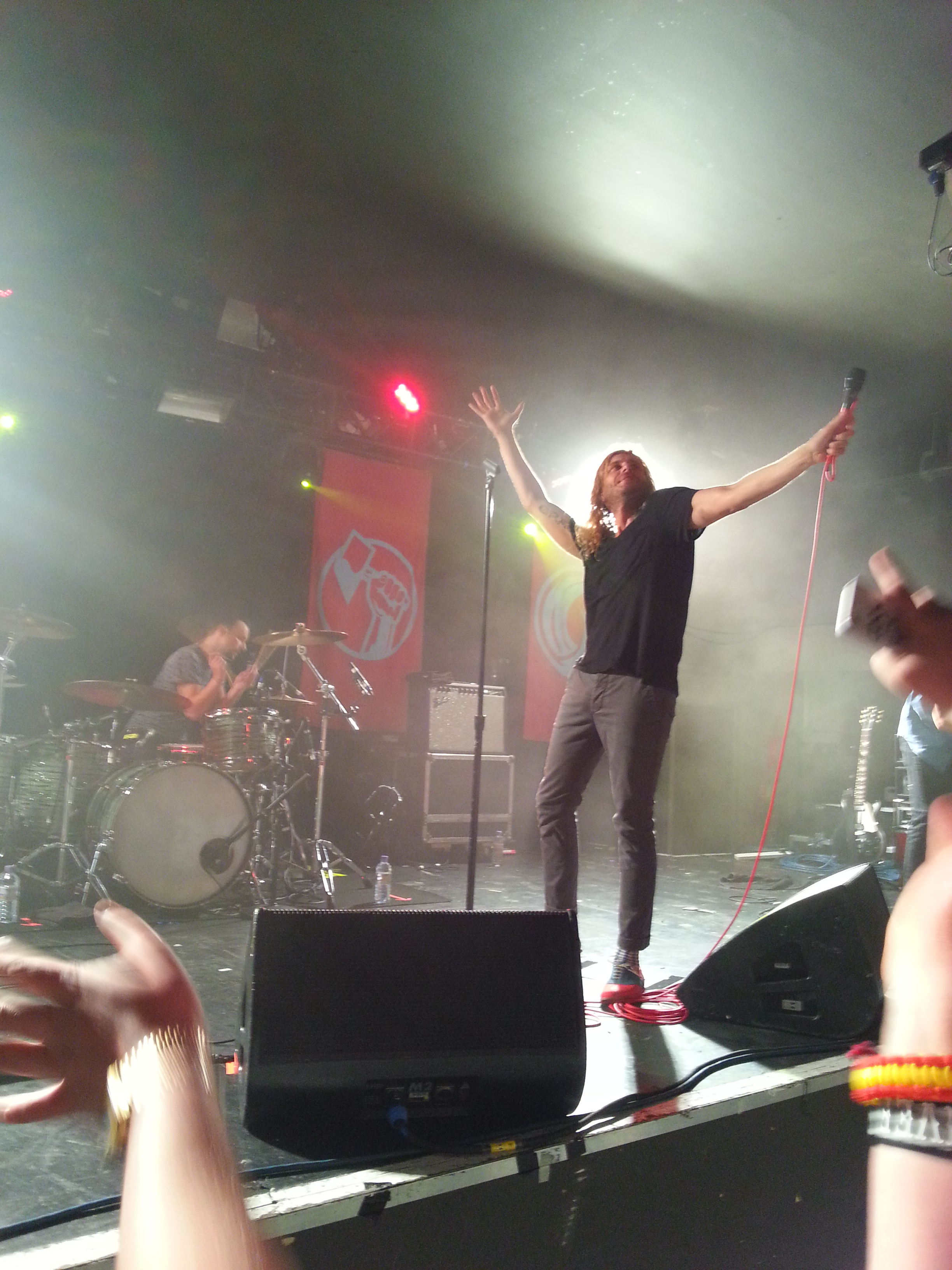
Aaron Bruno in concerto nel 2014

- Michael Goldman - basso, voce secondaria
- Isaac Carpenter - batteria
- Daniel Saslow - tastiera, programmazione

## Stile musicale
La musica degli Awolnation è stata descritta come alternative rock, electronic rock, electropop, indie rock, pop rock, e dance-rock. Con il passare degli anni si sono potuti notare dei cambiamenti tra un album e l'altro, ma le "colonne portanti" del loro stile e del loro suono rimangono invariate sin dal primo album: basso mixato molto alto e distorto, ai suoni di tastiera quasi house, arpeggi di chitarra melodici e voci molto riverberate e corali.

## Discografia

### Album in studio
| Anno | Dettagli album | Posizione massima | Posizione massima | Posizione massima |
| Anno | Dettagli album | US                | US Heat           | US Indie          |
| ---- | --- | ----------------- | ----------------- | ----------------- |
| 2011 | Megalithic Symphony - Data di uscita: 15 marzo 2011 - Etichetta: Red Bull Records (distribuzione EMI) - Formato: DI, CD, LP    | 112               | 1                 | 15                |
| 2015 | Run - Data di uscita: 17 marzo 2015 - Etichetta: Red Bull Records (distribuzione Sony) - Formato: DI, CD, LP                   | 17                |                   |                   |
| 2018 | Here Come the Runts - Data di uscita: 2 febbraio 2018 - Etichetta: Red Bull Records (distribuzione Edel) - Formato: DI, CD, LP |                   |                   |                   |
| 2020 | Angel Miners & the Lightning Riders                                                                                            |                   |                   |                   |
| 2020 | - Data di uscita: 24 Aprile 2020                                                                                               |                   |                   |                   |
| 2020 | - Etichetta: Better Noise Music                                                                                                |                   |                   |                   |
| 2020 | - Formato: CD, LP |                   |                   |                   |

### Extended play
| Anno | Dettagli album                                                                               |
| ---- | -------------------------------------------------------------------------------------------- |
| 2010 | Back from Earth - Data di uscita: 18 maggio 2010 - Etichetta: Red Bull Records - Formato: DI |

### Singoli
| Anno                                                     | Titolo         | Posizione più alta in classifica | Posizione più alta in classifica | Posizione più alta in classifica | Posizione più alta in classifica | Posizione più alta in classifica | Posizione più alta in classifica | Posizione più alta in classifica | Certificazione               | Album               |
| Anno                                                     | Titolo         | US                               | US Alt                           | US Rock                          | CAN                              | CAN Alt                          | CAN Rock                         | UK                               | Certificazione               | Album               |
| -------------------------------------------------------- | -------------- | -------------------------------- | -------------------------------- | -------------------------------- | -------------------------------- | -------------------------------- | -------------------------------- | -------------------------------- | ---------------------------- | ------------------- |
| 2011                                                     | Sail           | 82                               | 5                                | 10                               | 48                               | 3                                | 19                               | 195                              | - CAN: Oro - RIAA:6x Platino | Megalithic Symphony |
| 2011                                                     | Burn It Down   | —                                | —                                | —                                | —                                | —                                | —                                | —                                |                              | Megalithic Symphony |
| 2011                                                     | Not Your Fault | —                                | —                                | —                                | —                                | 34                               | —                                | —                                |                              | Megalithic Symphony |
| "—" denota che il disco non si è piazzato in classifica. |                |                                  |                                  |                                  |                                  |                                  |                                  |                                  |                              |                     |